# Tidsaxel över romernas historia
Romerna har under lång tid varit en del av den kollektiva mytologin i väst, där de ofta betraktats som outsiders och till och med som ett hot. Dessutom har de fördrivits från plats till plats och från land till land. Bilden av deras ursprung har framstått som extra mytiskt eftersom språket, romani, fram till relativt nyligen enbart varit ett talspråk. Idag är dock stora delar av romernas historia belagd. 

## Tidsaxel över romernas historia
- 900-talet eller 1000-talet: Grupper av lågkastliga indier börjar migrera från norra Indien mot det Persiska imperiet och Armenien.
- 1100: En grupp romer rapporteras finnas i Bysans.
- 1300-talet: Romer slår sig ner i Serbien.
- 1407: En grupp romer bosätter sig i Tyskland, men utvisas efter tio år.
- 1418: En grupp romer registreras i Frankrike
- 1422: En grupp romer registreras i Rom, Italien.
- 1425: En grupp romer registreras i Spanien.
- 1471: Anti-romska lagar antas i Schweiz.
- 1492: Spanien antar anti-romska lagar och utsätter dem för inkvisitionen.
- 1498: Fyra romer följer med Christofer Columbus på hans tredje resa till Amerika. Därmed påbörjas den romska bosättningen i den nya världen.
- 1502: Ludvig XII utvisar romerna från Frankrike.
- 1505: Romer omnämns första gången i Danmark.[1]
- 1512: Romer nämns första gången i Sverige.[1]
- 1514: Schweiz uppmuntrar "jakt" på romer, för att förmå dem att lämna landet.[2]
- 1526: Henrik VIII utvisar romerna från England.
- 1530: Egyptians Act 1530 antas i England.
- 1536: Lag i Danmark förklarar att alla romer ska utvisas ur landet (lagen upprepas 1561).[1]
- 1538: Portugal utvisar romer till Brasilien.
- 1560: I Sverige förbjuder den lutherska kyrkan alla kontakter med romer.
- 1563: Romer nekas att bli präster av Konciliet i Trient.
- 1584: Alla romer utvisas ur Danmark-Norge (allmänt dödsstraff utfärdas 1589).[1]
- 1589: Danmark inför ett dödsstraff på alla romer som påträffas i landet.
- 1595: Ştefan Răzvan, son till en romsk immigrant från Ottomanska imperiet, styr över Moldavien i fyra månader.
- 1619: Philip III av Spanien ger order till alla romer att de skall bosätta sig (inte flytta runt) och att de skall överge sin traditionella livsstil och kultur. Att misslyckas med detta bestraffas med döden.
- 1637: Sverige utfärdar Placat om Tatarnes fördrifwande af landet, enligt vilket romska män ska dödas och kvinnor och barn fördrivas. [3]
- 1940–1945: 200 000–1 500 000 romer och sinti mördades i de nazistiska förintelselägren.[4].
- 2006: Det första genuina Romani-partiet, "MCF Roma összefogás" (MCF Union of the Roma), grundas i Ungern. University of Manchester färdigställer sitt Romaniprojekt om romska dialekter.
- 2010: I juli 2010 påbörjar Nicolas Sarkozys regering en deportation av romska migranter med rumänskt eller bulgariskt medborgarskap från Frankrike.